# Asfeld
Asfeld [asfɛld] est  une commune française située dans le département des Ardennes, en région Grand Est. Il s'agit du chef-lieu du canton d'Asfeld. Asfeld a intégré l'ancienne commune de Juzancourt en 1971. L'illustre famille Bidal d'Asfeld, éteinte en 1793, porte son nom. 

## Géographie

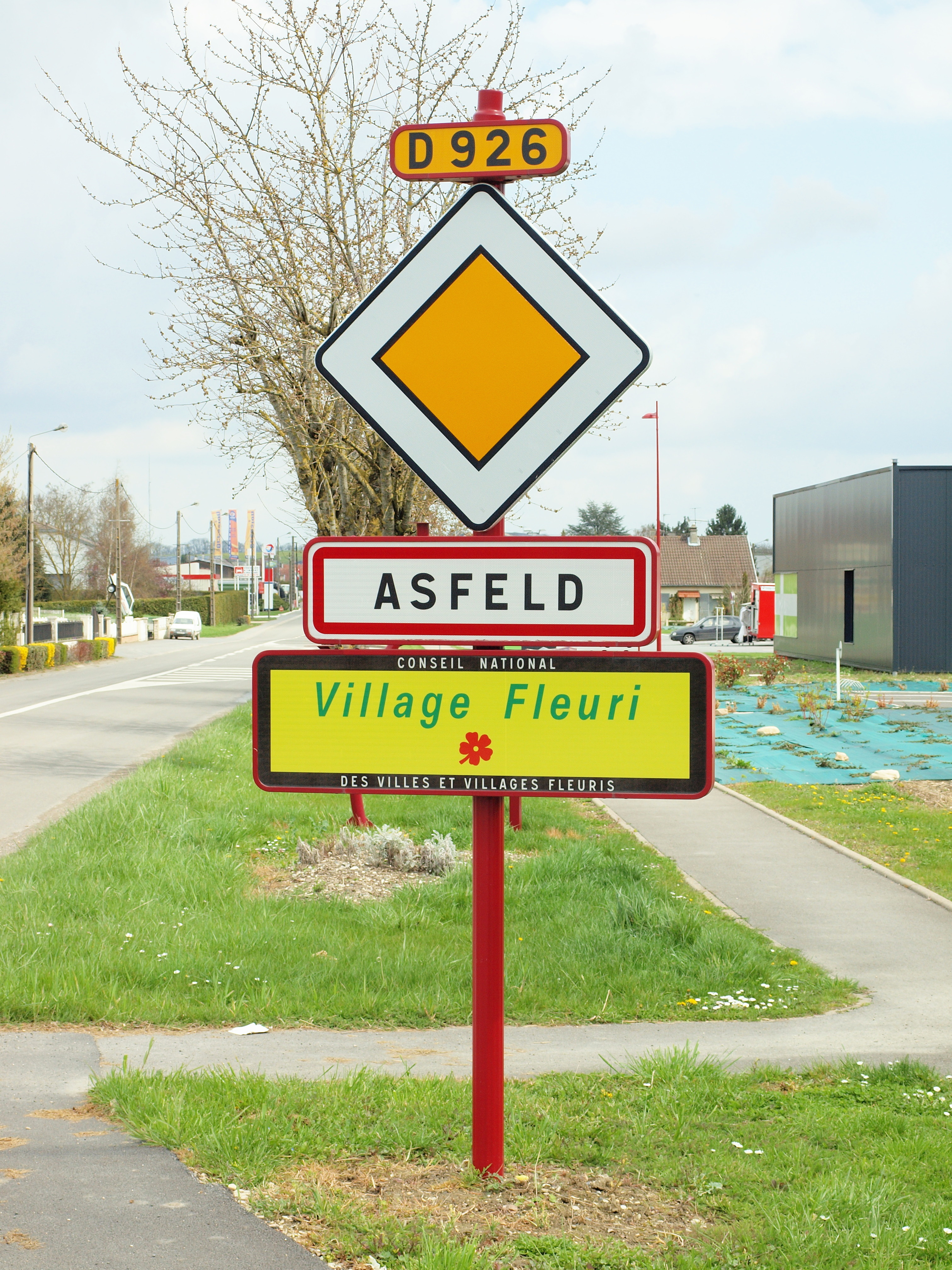
Entrée d'Asfeld.

Asfeld est située sur l'Aisne et le canal des Ardennes, dans le sud-ouest du département des Ardennes, au sein d'une région naturelle nommée le Porcien. La commune fait partie de l'aire urbaine de Reims.

### Hydrographie

#### Réseau hydrographique
La commune est dans la région hydrographique « la Seine du confluent de l'Oise (inclus) à l'embouchure » au sein du bassin Seine-Normandie. Elle est drainée par le canal des Ardennes  (versant Aisne), l'Aisne, le ruisseau des Barres, le Fossé du Vérain, le Fossé du Pré Féri et un bras du canal des Ardennes,.
Le canal des Ardennes (versant Aisne), d'une longueur de 57 km,  est un chenal et un cours d'eau naturel navigable qui a son origine dans la commune de Dom-le-Mesnil et se jette  dans le canal latéral à l'Aisne à Vieux-lès-Asfeld, après avoir traversé 24 communes. Il traverse la commune dans sa partie centrale d'est en ouestsur une longueur d'environ 3,7 km.
L'Aisne est un  cours d'eau naturel navigable de 256 km de longueur, traversant les cinq départements Meuse, Marne, Ardennes, Aisne, Oise. Elle est un affluent de rive gauche de l'Oise, ce qui fait d'elle un sous-affluent de la Seine. Elle traverse la commune dans sa partie centrale d'est en ouestsur une longueur d'environ 5,6 km.
Le ruisseau des Barres, d'une longueur de 28 km, prend sa source dans la commune de Fraillicourt et se jette  dans l'Aisne sur la commune, après avoir traversé neuf communes.

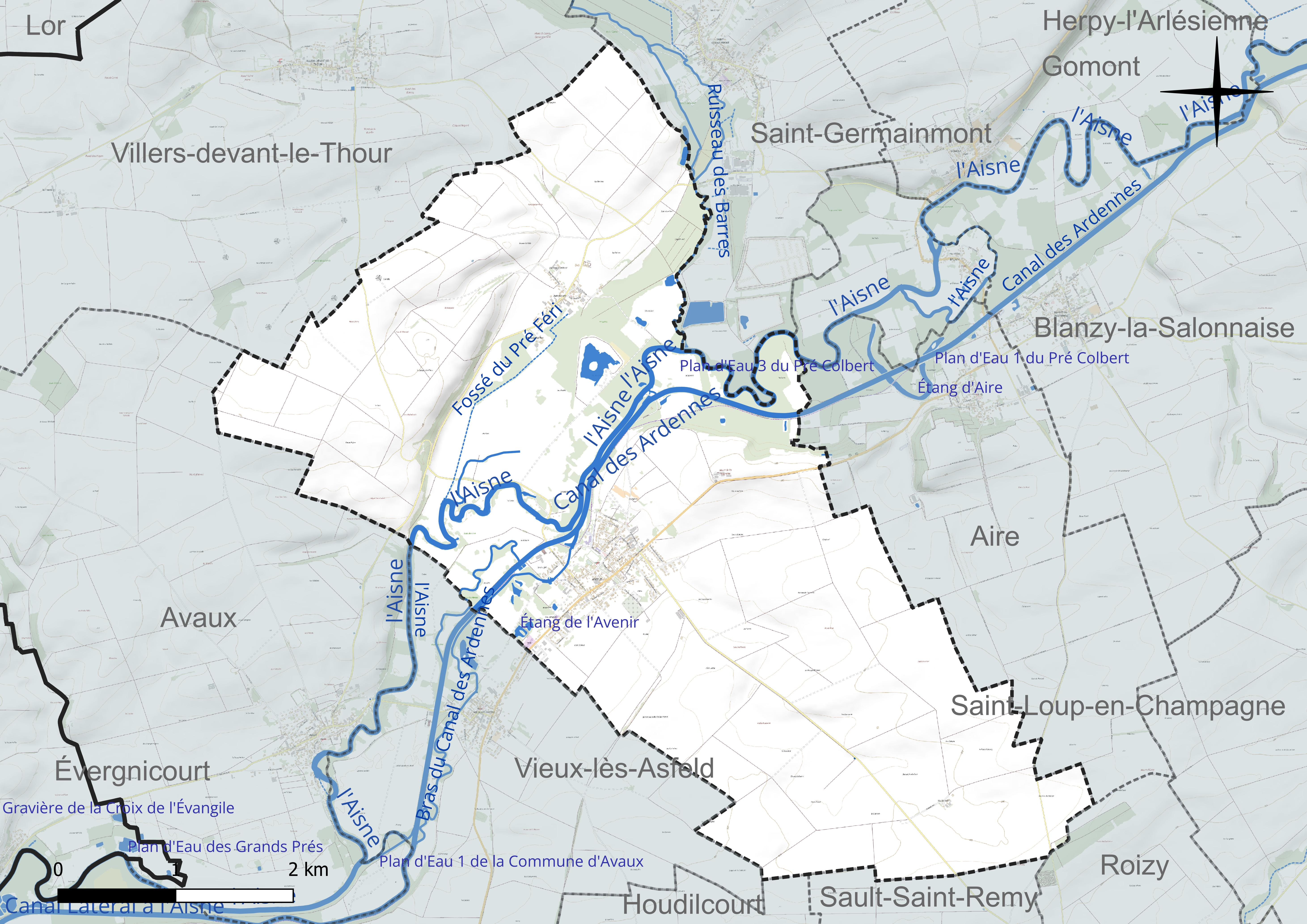
Réseaux hydrographique d'Asfeld.

Un plan d'eau complète le réseau hydrographique : l'étang de l'Avenir (0,6 ha),.

#### Gestion et qualité des eaux
Le territoire communal est couvert par le schéma d'aménagement et de gestion des eaux (SAGE) « Aisne Vesle Suippe ». Ce document de planification, dont le territoire s’étend sur 3 096 km 2 répartis sur trois départements (Aisne, Marne et Ardennes) et deux régions (Champagne-Ardenne et Picardie), a été approuvé le 16 décembre 2013. La structure porteuse de l'élaboration et de la mise en œuvre est le syndicat d’aménagement des bassins Aisne Vesle Suippe (SIABAVES).
La qualité des cours d’eau peut être consultée sur un site dédié géré par les agences de l’eau et l’Agence française pour la biodiversité.

### Climat
Pour des articles plus généraux, voir Climat du Grand Est et Climat des Ardennes.
En 2010, le climat de la commune est de type climat océanique dégradé des plaines du Centre et du Nord, selon une étude du Centre national de la recherche scientifique s'appuyant sur une série de données couvrant la période 1971-2000. En 2020, Météo-France publie une typologie des climats de la France métropolitaine dans laquelle la commune est exposée à un climat océanique altéré et est dans la région climatique Nord-est du bassin Parisien, caractérisée par un ensoleillement médiocre, une pluviométrie moyenne régulièrement répartie au cours de l’année et un hiver froid (3 °C).
Pour la période 1971-2000, la température annuelle moyenne est de 10,3 °C, avec une amplitude thermique annuelle de 15,3 °C. Le cumul annuel moyen de précipitations est de 699 mm, avec 11,7 jours de précipitations en janvier et 8,4 jours en juillet. Pour la période 1991-2020, la température moyenne annuelle observée sur la station météorologique de Météo-France la plus proche, « Banogne-Recouvrance », sur la commune de Banogne-Recouvrance à 12 km à vol d'oiseau, est de 11,1 °C et le cumul annuel moyen de précipitations est de 773,4 mm. 
La température maximale relevée sur cette station est de 40,8 °C, atteinte le 25 juillet 2019 ; la température minimale est de −14 °C, atteinte le 10 janvier 2003,,.
Les paramètres climatiques de la commune ont été estimés pour le milieu du siècle (2041-2070) selon différents scénarios d'émission de gaz à effet de serre à partir des nouvelles projections climatiques de référence DRIAS-2020. Ils sont consultables sur un site dédié publié par Météo-France en novembre 2022.

## Urbanisme

### Typologie
Au 1er janvier 2024, Asfeld est catégorisée bourg rural, selon la nouvelle grille communale de densité à 7 niveaux définie par l'Insee en 2022.
Elle est située hors unité urbaine. Par ailleurs la commune fait partie de l'aire d'attraction de Reims, dont elle est une commune de la couronne,. Cette aire, qui regroupe 294 communes, est catégorisée dans les aires de 200 000 à moins de 700 000 habitants,.

### Occupation des sols
L'occupation des sols de la commune, telle qu'elle ressort de la base de données européenne d’occupation biophysique des sols Corine Land Cover (CLC), est marquée par l'importance des territoires agricoles (90,9 % en 2018), une proportion sensiblement équivalente à celle de 1990 (91,3 %). La répartition détaillée en 2018 est la suivante : 
terres arables (73,2 %), prairies (13,6 %), forêts (6,1 %), zones agricoles hétérogènes (4,1 %), zones urbanisées (3 %). L'évolution de l’occupation des sols de la commune et de ses infrastructures peut être observée sur les différentes représentations cartographiques du territoire : la carte de Cassini (XVIIIe siècle), la carte d'état-major (1820-1866) et les cartes ou photos aériennes de l'IGN pour la période actuelle (1950 à aujourd'hui).

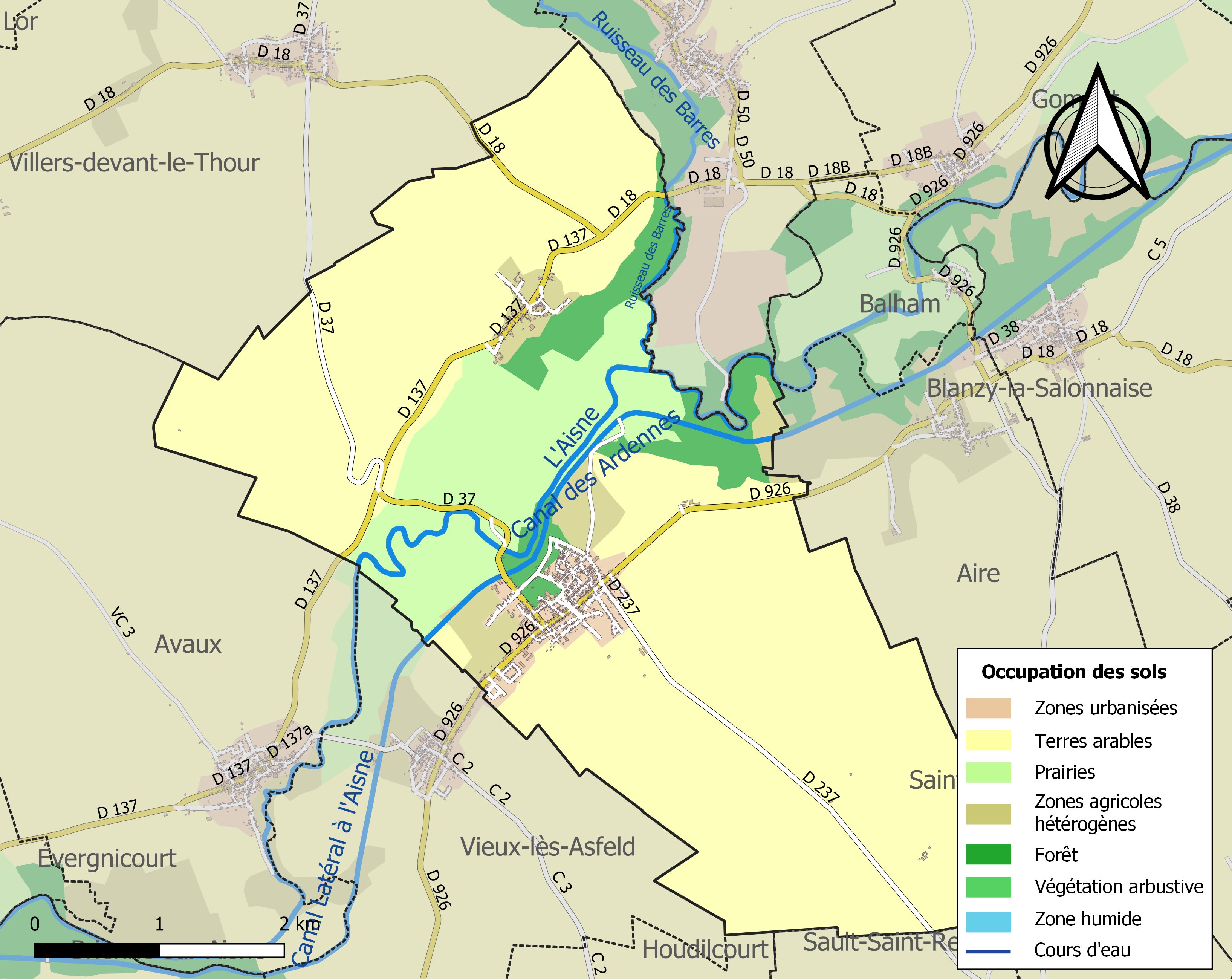
Carte des infrastructures et de l'occupation des sols de la commune en 2018 (CLC).

## Toponymie
Le nom de la localité est attesté sous la forme Erchreco villa en 727.
Cette forme a abouti à Ecri, ancien nom de la paroisse, dont Écry représente la graphie modernisée. Ensuite elle change plusieurs fois de nom dans des périodes plus récentes. Elle est renommée Avaux-la-Ville en l'honneur du comte d'Avaux, en 1671. Puis Asfeld en 1730, lorsque le comté est transformée en marquisat, en l'honneur du premier marquis d'Asfeld, qui a acheté ce comté d'Avaux. Asfeld est une transcription d’Astfeld près de Goslar en Allemagne, ou d'Harsefeld le père de ce marquis d'Asfeld étant seigneur d’Harsefeld. Cette ville d'Harsefeld est jumelée au XXe siècle avec Asfeld. Durant la Révolution française, la ville est à nouveau rebaptisée pour tenter de faire oublier cet aristocrate, marquis d'Asfeld, peu populaire dans son marquisat. La commune devient ainsi en 1794 Escry-le-Franc (mesure symbolique, pendant la terreur), puis redevient Asfeld lors de la terreur blanche. Moins d'une trentaine de localités ont changé de nom en Ardennes pendant la période révolutionnaire pour cinq cents dans le département voisin de l'Aisne.

## Histoire

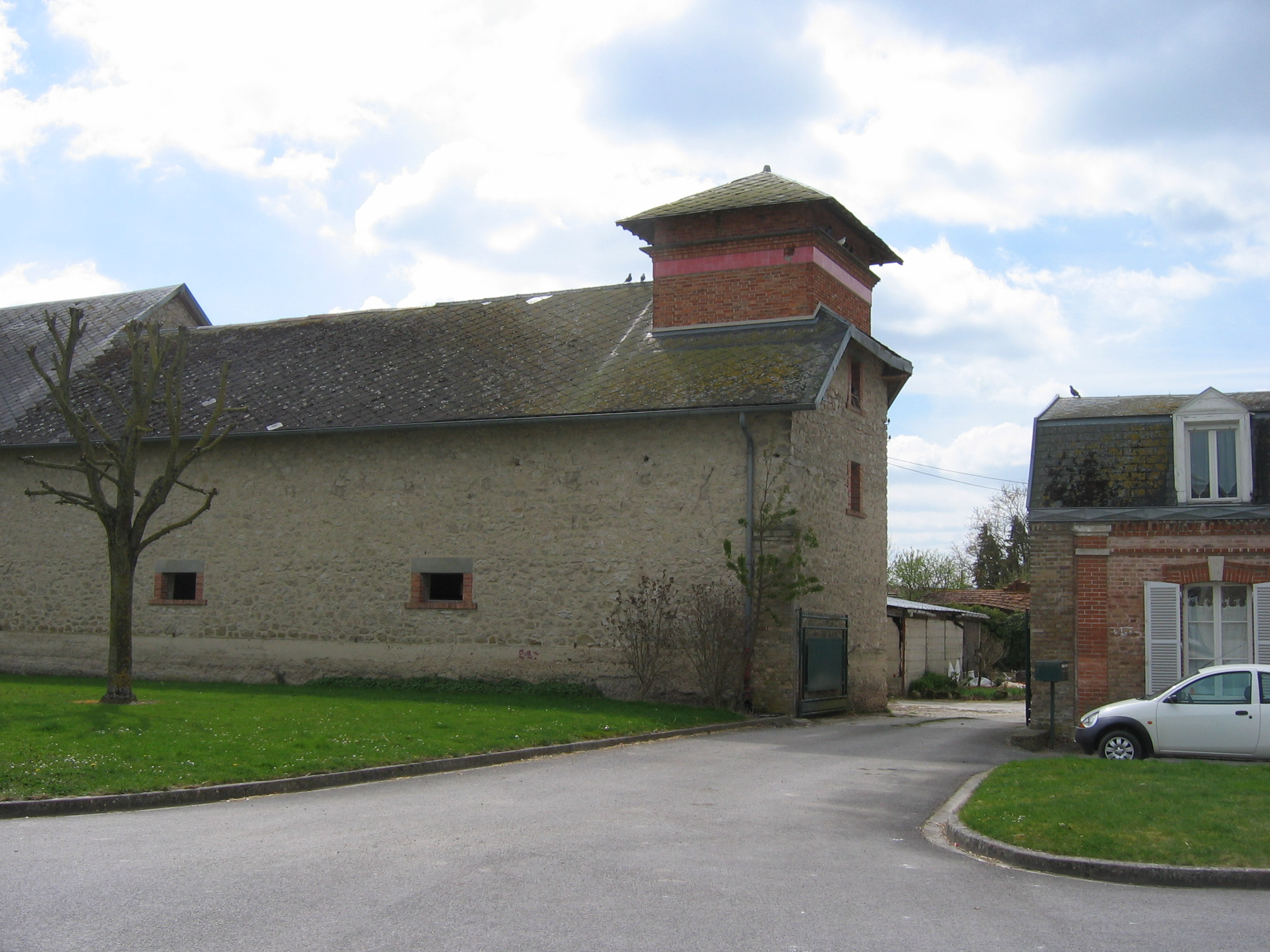
Ferme dans le centre d'Asfeld.

### Un point fortifié au bord de l'Aisne
Le village était appelé jadis Écry (Ercherego). En 680, Ébroïn, maire du palais de Neustrie, après avoir battu à Laffaux les armées de Pépin de Herstal et de Martin, dux de Champagne, poursuit ses ennemis et attire Martin à Asfeld où il le fait mourir.
Les Vikings y furent battus en 883.[réf. nécessaire]
Au Moyen Âge, les seigneurs d'Escry y bâtissent une demeure fortifiée. Passé à la famille de Grandpré puis aux Bossut, ce château subit de nombreux assauts. En 1199, Thibault III y organisait un grand tournoi qui servait de cadre  a l'organisation de la Quatrième croisade. En 1359, il est saccagé par les troupes d'Édouard III d'Angleterre, chevauchant de Calais à Reims, puis par les Bourguignons vers 1425.
En 1625, il est à nouveau attaqué par Charles IV de Lorraine profitant de la Fronde pour piller la Champagne et menacer l'Île-de-France.
En 1671, Jean-Jacques de Mesmes, comte d'Avaux, achète, pour compléter ses terres, ce fief d'Ecry dévasté par ces invasions successives. La principale ville, Ecry, est désormais nommée Avaux-la-Ville.

### D'Avaux-la-Ville à Asfeld
Jean-Jacques de Mesmes stimule l'économie locale par l'instauration d'un marché hebdomadaire et de deux foires annuelles. Il fait renforcer et agrandir le château et y réside.
En 1680, il décide de la construction d'une nouvelle église, l'église existante étant particulièrement en mauvais état. Cette construction s'inscrit dans un plan d'ensemble aux abords du château. Le nouvel édifice religieux est béni le 15 juin 1685.
Le 20 mars 1728, Claude François Bidal d'Asfeld  achète le comté d'Avaux, formé d'Avaux-le-Château, Avaux-la-Ville, Aire, Vieux et Vauboison, il est chevalier d'Asfeld puis baron d'Asfeld. En 1730, cette seigneurie est érigée en marquisat. Avaux-la-Ville qui s'était appelée Ecry jusqu'en 1671, change à nouveau de nom et prend son nom actuel : Asfeld.
Claude François Bidal d'Asfeld est lieutenant-général des armées du Roi et directeur général des fortifications, succédant dans cette fonction à Vauban. Puis il est nommé maréchal de France en 1734, et gouverneur de Strasbourg.
À la même époque, un Rémois, Nicolas Bidet, viticulteur et auteur d'un traité botanique sur la nature et la culture du vin, devient seigneur de Juzancourt, à proximité d'Asfeld.

### Révolutions et bouleversements politiques
Le fils de Claude François Bidal d'Asfeld, Claude Etienne, second marquis d'Asfeld, réside essentiellement à Paris mais a des relations dures avec les habitants d'Asfeld. La Révolution de 1789 accentue encore les contestations.
Les portes du château sont forcées le 13 juin 1790. Le marquis d'Asfeld fait condamner les meneurs. Mais le 25 août 1792, apprenant la chute de la monarchie, des émeutiers pénètrent à nouveau dans la propriété du marquis et brûlent symboliquement le chartier. Le marquis préfère émigrer à Aix-la-Chapelle, à la suite de la Révolution française. Ses biens sont saisis et vendus comme biens nationaux. Le château est démoli les années suivantes. L'église est épargnée.
Au cours de la Révolution française, la commune porta provisoirement le nom d’Écry-le-Franc ou d’Escry-le-Franc.
En 1814, lors de la campagne de France, la région de Berry-au-Bac à Asfeld est le théâtre de combats entre le feld-maréchal Blücher, le duc de Raguse et le général Ricard.
En février 1848, un enfant d'Asfeld, brillant scientifique, Jean-Baptiste Payer, participe aux événements révolutionnaires de Paris, devient chef de cabinet de Lamartine puis, bénéficiant d'une popularité naissante dans sa région d'origine, se fait élire député des Ardennes dans cette Deuxième République bien éphémère.
À la fin du XIXe siècle et au début du XXe siècle, la construction de voies ferrées est favorisée par le trafic marchandises, grâce notamment à l'industrie betteravière. Sous l'impulsion des frères Jules et Désiré Linard, celle-ci se développe avec dynamisme et crée une possibilité de diversification complémentaire pour les agriculteurs.

### Conflits duXXesiècle
Pendant toute la guerre de 1914-1918, la localité reste proche des zones de combats, jusqu'aux derniers jours, et subit de nombreux dégâts. En 1940, après la percée de Sedan en mai, c'est à nouveau sur l'Aisne et en particulier à Asfeld que tente de s'organiser début juin une ligne de défense face à l'invasion allemande, sans grand succès. Dans les années qui suivront, des mouvements de résistance émergeront, tels les FTP.

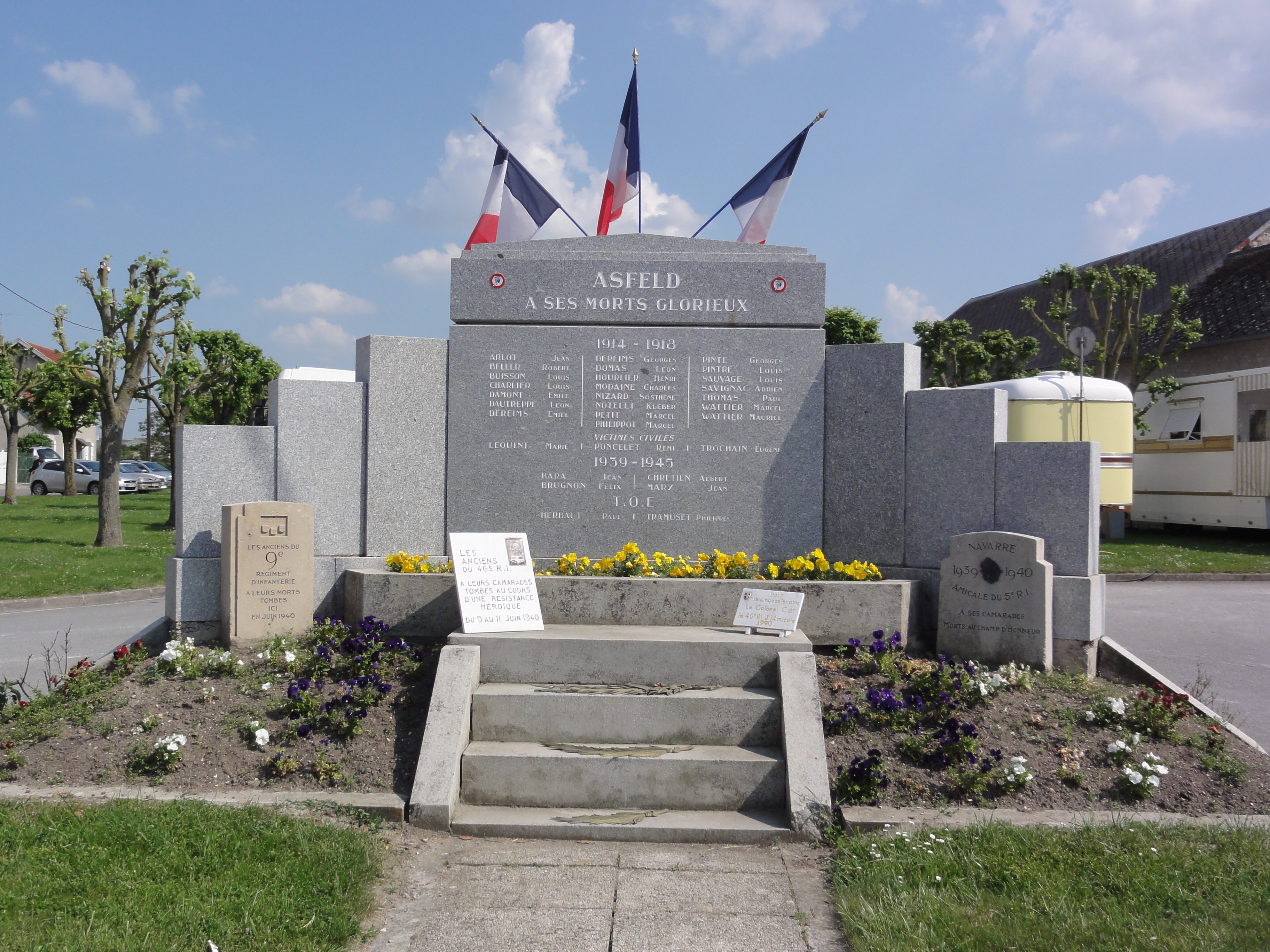
Monument aux morts.
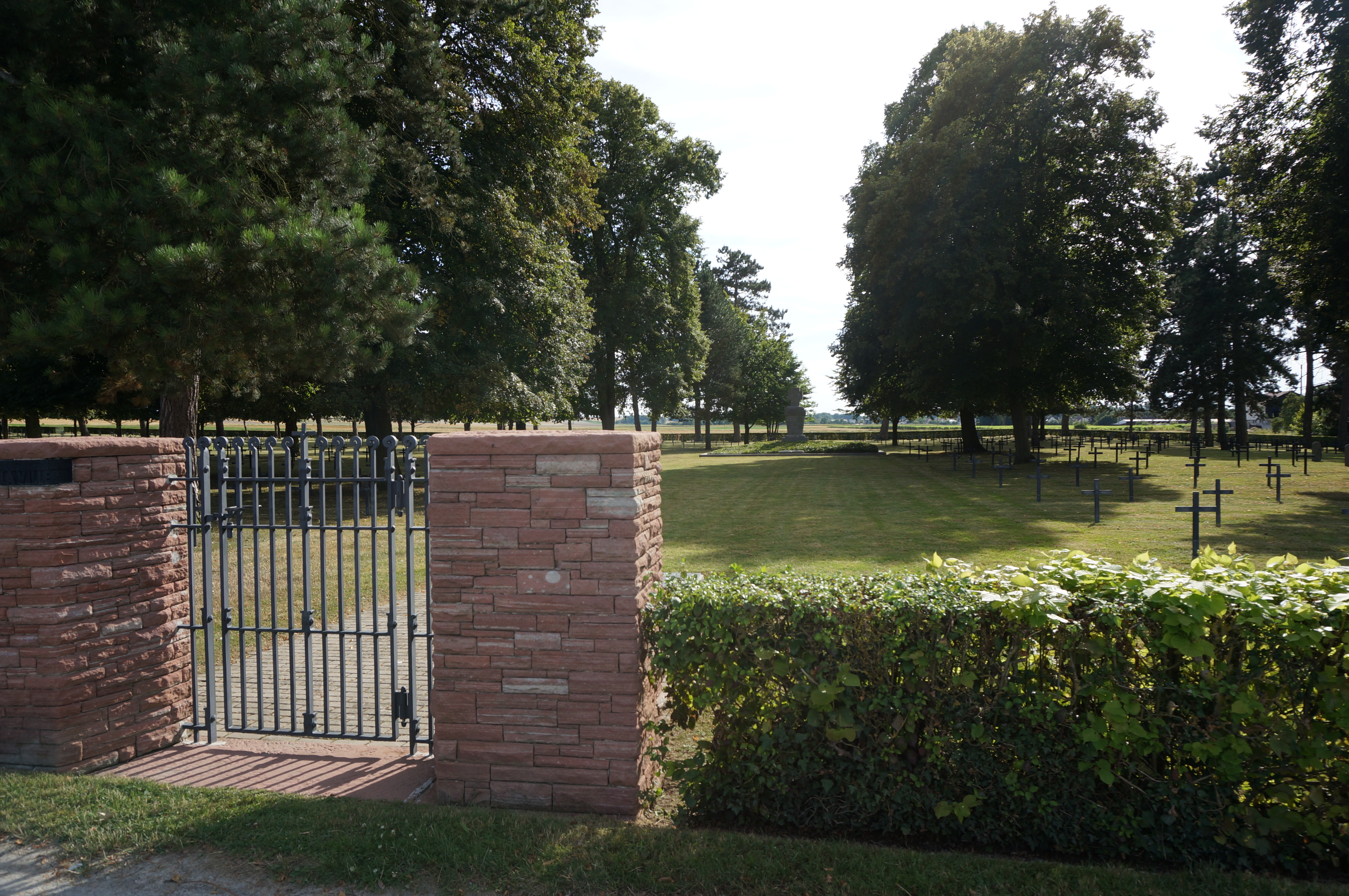
Le cimetière allemand d'Asfeld.
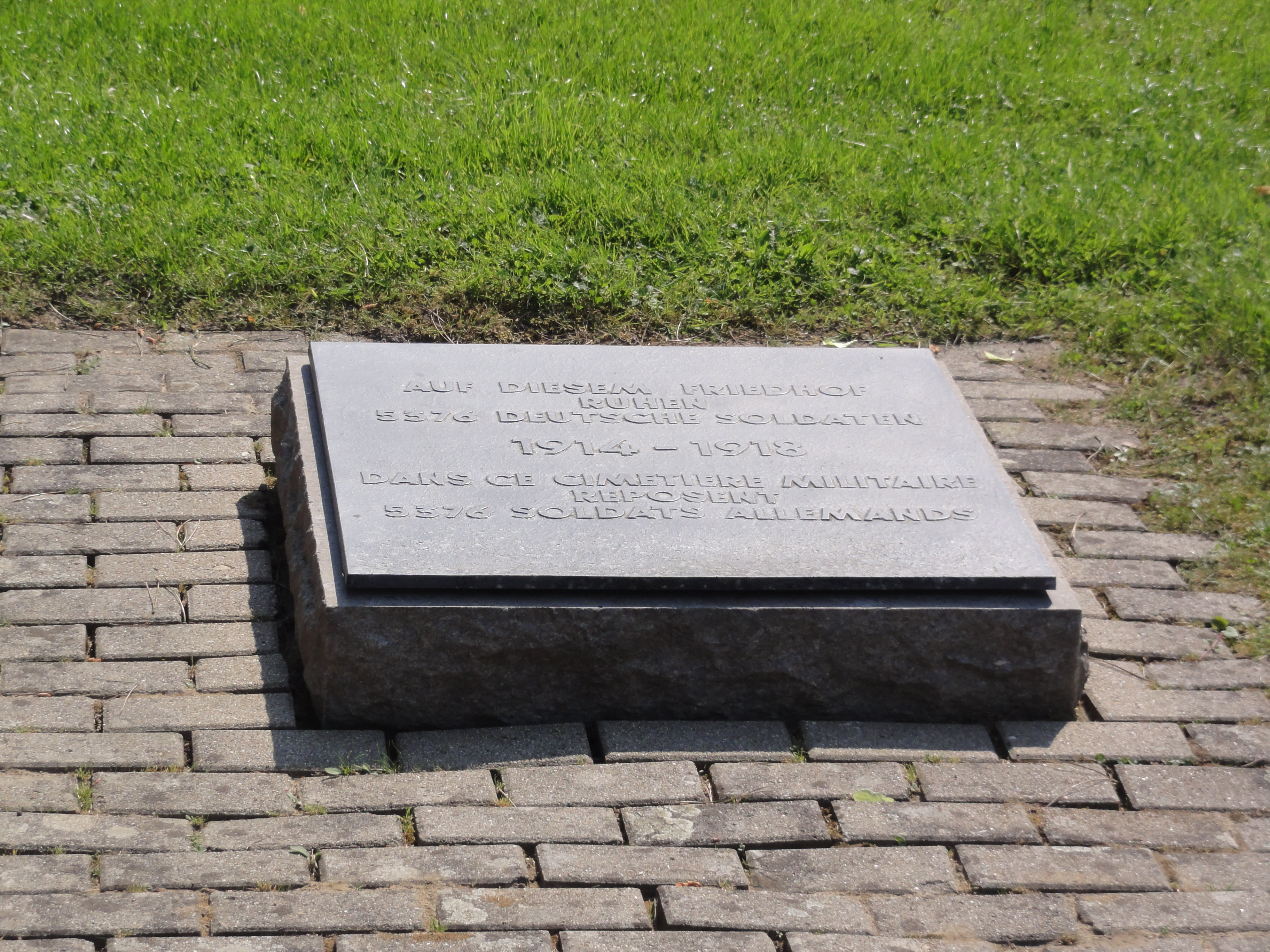
Plaque commémorative du cimetière allemand.

## Politique et administration
Asfeld a intégré l'ancienne commune de Juzancourt en 1971.

### Élections locales
Jean-Marc Briois, maire depuis 2001, ne s'est pas représenté en 2020 et c'est une de ses adjointes, Aline Beaujard, qui a constitué une liste municipale et a été élue sur ce mandat de premier édile,.

### Liste des maires
| Période                                  | Période    | Identité          | Étiquette | Qualité                             |
| ---------------------------------------- | ---------- | ----------------- | --------- | ----------------------------------- |
| Les données manquantes sont à compléter. |            |                   |           |                                     |
| avant 1876                               | après 1877 | Diancourt         |           |                                     |
| avant 1995                               | ?          | Jacques Courtois  |           |                                     |
| mars 2001                                | juin 2020  | Jean-Marc Briois, | DVD       | Agriculteur propriétaire-exploitant |
| juin 2020                                | En cours   | Aline Beaujard    |           |                                     |

### Instances administratives et judiciaires
Un groupe de secours et une gendarmerie sont implantés à Asfeld.

### Jumelage
Asfeld est jumelée avec :
- Harsefeld (Allemagne)[32]

## Population et société

### Démographie
L'évolution du nombre d'habitants est connue à travers les recensements de la population effectués dans la commune depuis 1793. Pour les communes de moins de 10 000 habitants, une enquête de recensement portant sur toute la population est réalisée tous les cinq ans, les populations de référence des années intermédiaires étant quant à elles estimées par interpolation ou extrapolation. Pour la commune, le premier recensement exhaustif entrant dans le cadre du nouveau dispositif a été réalisé en 2005.

En 2022, la commune comptait 1 081 habitants, en évolution de −2,88 % par rapport à 2016 (Ardennes : −2,97 %, France hors Mayotte : +2,11 %).
| 1793 | 1800  | 1806  | 1821  | 1831  | 1836  | 1841  | 1846  | 1851  |
| ---- | ----- | ----- | ----- | ----- | ----- | ----- | ----- | ----- |
| 947  | 1 056 | 1 084 | 1 121 | 1 248 | 1 284 | 1 221 | 1 220 | 1 238 |

| 1866  | 1872  | 1876  | 1881  | 1886 | 1891 | 1896 | 1901 | 1906 |
| ----- | ----- | ----- | ----- | ---- | ---- | ---- | ---- | ---- |
| 1 151 | 1 102 | 1 057 | 1 078 | 961  | 965  | 950  | 913  | 932  |

| 1911 | 1921  | 1926 | 1931 | 1936 | 1946 | 1954 | 1962 | 1968 |
| ---- | ----- | ---- | ---- | ---- | ---- | ---- | ---- | ---- |
| 907  | 1 020 | 849  | 840  | 812  | 772  | 812  | 843  | 803  |

| 1975 | 1982  | 1990  | 1999 | 2005 | 2006 | 2010  | 2015  | 2020  |
| ---- | ----- | ----- | ---- | ---- | ---- | ----- | ----- | ----- |
| 926  | 1 015 | 1 061 | 976  | 972  | 998  | 1 077 | 1 116 | 1 079 |

| 2022  | - | - | - | - | - | - | - | - |
| ----- | - | - | - | - | - | - | - | - |
| 1 081 | - | - | - | - | - | - | - | - |

### Santé
D'après le site de la mairie en 2020, la commune comporte un cabinet médical, un cabinet de masseurs-kinésithérapeute, une pharmacie, deux cabinets d'infirmières, une sage-femme, et divers spécialistes, notamment : dentiste-chirurgienne, orthophoniste, pédicure-podologue, diététicienne, sophrologue, ostéopathe.

### Enseignement

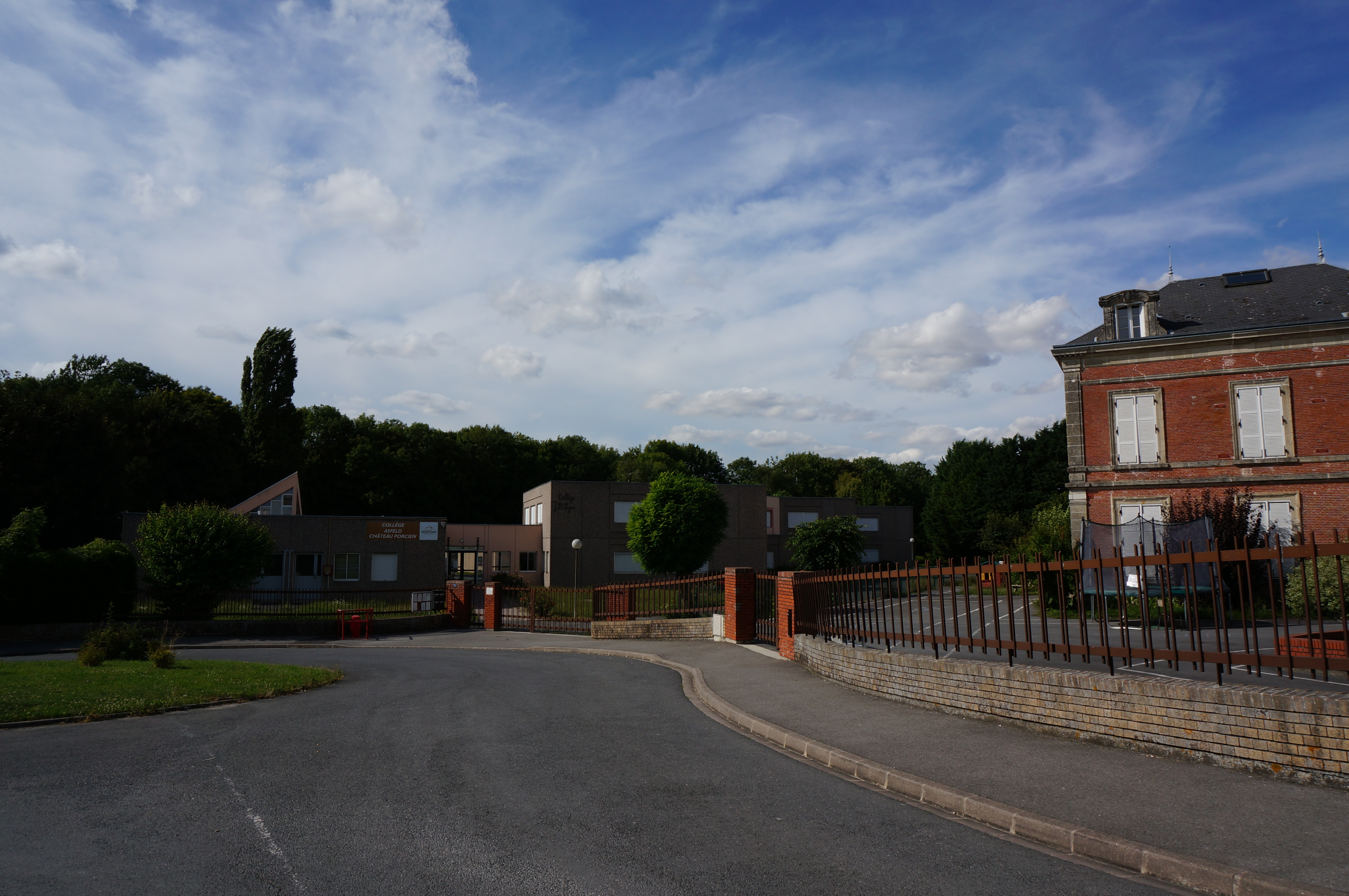
Collège Jean-Baptiste-Payer.

La commune dispose de deux établissements scolaires. D'une part, d'un établissement public primaire, situé 1 rue de la Barre,  couvrant les besoins de scolarité en maternelle et cours élémentaires. Elle dispose d'autre part d'un collège, le collège Jean-Baptiste-Payer. Il accueille les élèves d'Asfeld et de plusieurs communes voisines (Château-Porcien, Saint-Germainmont, Vieux-lès-Asfeld, Balham, Avaux, etc.),. Les lycées les plus proches sont à Rethel, dont un lycée agricole.

## Économie
Asfeld, commune rurale un peu plus importante que les localités voisines, a été retenue pour l'implantation de  commerces et entreprises. Il s'agit par exemple de quelques entreprises du bâtiment, d'un magasin de vente de matériel agricole (établissement Maréchalle, immatriculé au registre du commerce en 1954), de quelques commerces alimentaires et de restauration (boulangerie, pizzéria...), ainsi que d'un supermarché Carrefour Contact sur la route allant vers Vieux-les-Asfeld, un magasin de moyenne surface (exploité par la SARL Bugnicourt Filles immatriculée au registre du commerce en 2005).
L'activité agricole reste significative. L'arrêt dans les années 2000 de la sucrerie implantée dans la commune limitrophe de Saint-Germainmont est cependant le signe de l’essoufflement de la filière betteravière, dans ce domaine, une filière qui avait été particulièrement dynamique dans la deuxième partie du XIXe siècle et au XXe siècle.
L'activité de minoterie, qui s'est développée sur place dès le XVIe siècle, avec notamment la famille Payer parmi les meuniers les plus connus, se termine au XXe siècle, après la Seconde Guerre mondiale,. Autre activité agro-alimentaire, les Fromageries d'Asfeld ferment au début des années 1970.
Concernant le revenu fiscal des habitants, il était en moyenne en 2010, par foyer dans la commune, de 21 839 € pour une moyenne nationale de 23 782 €.

## Sports

### Football
Asfeld possède un club de football, l'Amicale sportive d'Asfeld. Fondé en 1953, il évolue en Régional 2 pour la saison 2021/2022 après avoir évolué en régional 1 entre 2018/2020. En Coupe de France, son meilleur résultat a lieu en 2018, l'équipe atteignant le 6e tour.

## Culture locale et patrimoine
- Asfeld est une étape de la route du Porcien.

### Lieux et monuments
Les principaux monuments sont :

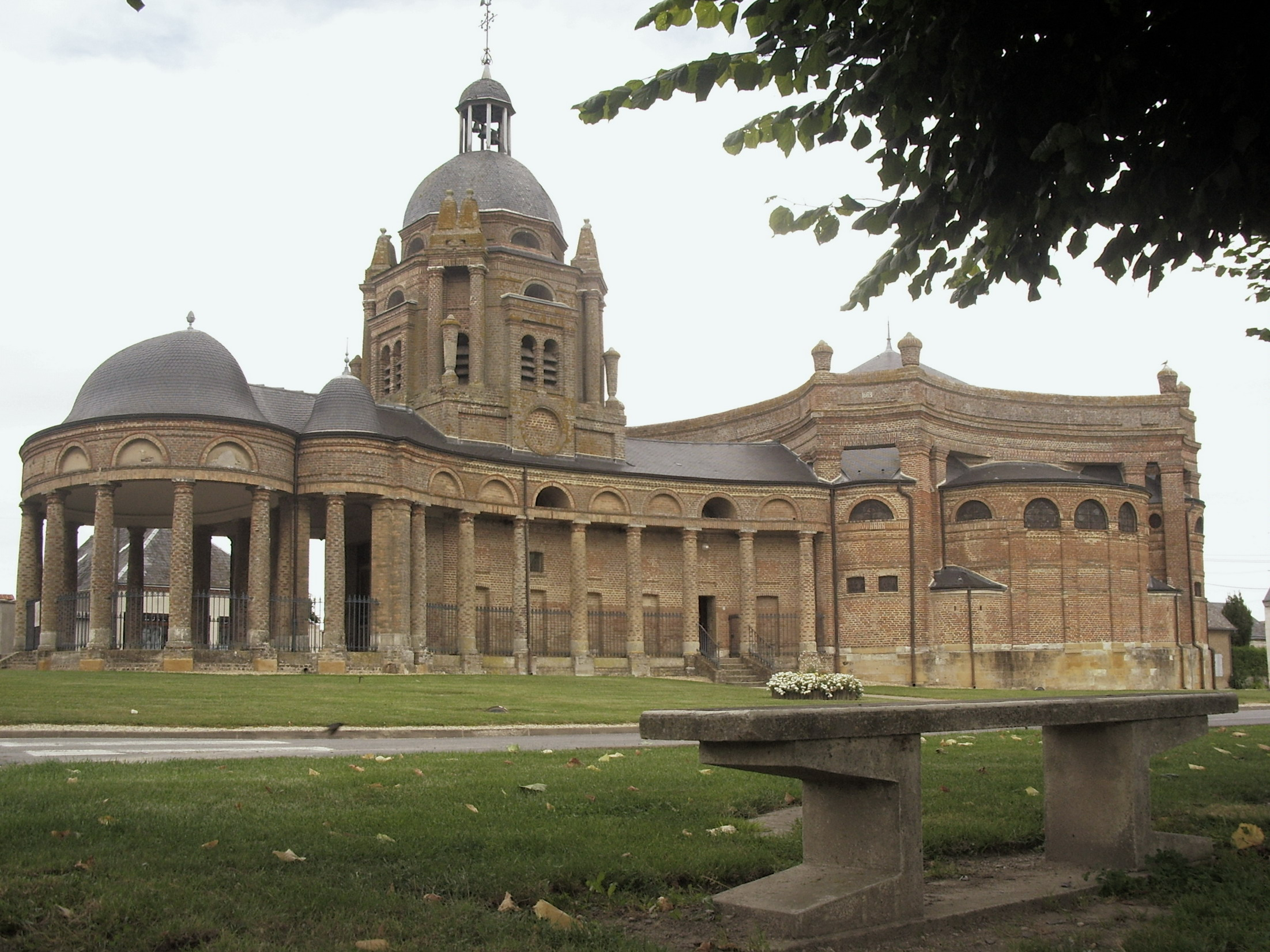
L'église Saint-Didier.

- L'église Saint-Didier, édifiée au XVIIe siècle, classée Monument historique en 1913[46].

- La chapelle Notre-Dame-de-Pitié, rue de la Barre.
- L'église Saint-Pierre-et-Saint-Paul à Juzancourt.

L'entrée du château d'Asfeld est forcée  durant la Révolution française. Le château est vendu comme bien national après l'émigration du marquis d'Asfeld, puis démoli. Quelques bâtiments subsistent en face de l'église Saint-Didier.
De même, les deux châteaux de Juzancourt, le château d'En Haut et le château d'En bas, ont été vendus à des agriculteurs locaux au cours du XIXe siècle. Ils ont été détruits définitivement durant la Première Guerre mondiale. Des lieux-dits subsistent.

### Personnalités liées à la commune
- Jean-Jacques de Mesmes, comte d'Avaux (1640-1688), magistrat et érudit français, protecteur des lettres. Il stimule l'activité économique du village, renforce et agrandit le château, fait construire l'église Saint-Didier d'Asfeld.
- Famille Bidal d'Asfeld
- Jean-Baptiste Payer (1818-1860), botaniste français né à Asfeld. Le collège de la commune porte son nom.

### Héraldique
| Blason de Asfeld | Blason  | Écartelé : au 1er et au 4e de gueules à la bande cousue d'azur chargée de trois couronnes d'or et accompagnée de deux palmes du même, au 2e et au 3e d'azur au lion naissant d'argent couronné du même, celui du 3e contourné, sur le tout d'or aux quatre pals de gueules, le petit écu timbré d'une couronne ducale d'or au cimier d'un griffon issant du même. |
| Blason de Asfeld | Détails | Création Paul Laurent, 1904. |

### Décorations françaises
Croix de guerre 1914-1918 : 17 septembre 1921